# Lil Milagro Ramírez
Lil Milagro de la Esperanza Ramírez Huezo Córdoba (San Salvador, 3 de abril de 1946 - 17 de octubre de 1979) conocida sólo como Lil Milagro Ramírez, fue una poetisa y revolucionaria salvadoreña, líder y fundadora de las organizaciones guerrilleras (ERP y Resistencia Nacional) que en 1980 conformarían el  Frente Farabundo Martí para la Liberación Nacional (FMLN). Fue capturada, en noviembre de 1976, por agentes de la Guardia Nacional. Su detención no fue informada a ninguna instancia del poder judicial y, desde ese momento, pasó a la condición de “desaparecida”, hasta su asesinato en octubre de 1979, dentro de las cárceles de la Guardia Nacional. Es recordada por su valentía y férrea lucha, en favor de las clases menos favorecidas.

## Sus primeros años
Lil Milagro de la Esperanza Ramírez Huezo Córdoba nació en San Salvador el 3 de abril de 1946. Hija de José Ramírez Ávalos y la profesora y filósofa Tránsito Huezo Córdoba de Ramírez, quienes procrearon tres hijos más: Luz América, Amada y José Napoleón. Lil realizó sus estudios de educación secundaria en el Instituto Cervantes e ingresa a la Universidad de El Salvador (UES) a estudiar Doctorado en Jurisprudencia y Ciencias Sociales en 1963. A pesar de haber egresado, Lil no se graduó como abogada, en señal de protesta hacia un sistema político al que ella consideraba injusto y opresor y al cual no deseaba servir. Entre sus aficiones estaba tocar guitarra y piano, así como también escribir y recitar poesía. Además, solía practicar yoga con su madre y era vegetariana.

## Su vida en la clandestinidad
Lil Milagro inicia como dirigente de la Juventud Demócrata Cristiana en 1966. Su formación ideológica fue de corte social-cristiana, aunque más tarde sería fuertemente influenciada por el marxismo. En 1970 cuando recién había egresado de la Facultad de Jurisprudencia y Ciencias Sociales de la Universidad de El Salvador, muy decidida, abandona su hogar en San Jacinto, donde vivía con sus padres, dando inicio así, a su vida en la clandestinidad. En 1971, Lil Milagro aparece en un pequeño movimiento llamado simplemente, “El Grupo”, el cual sería el núcleo de la organización que en marzo de 1972, resurgiría con el nombre de Ejército Revolucionario del Pueblo (ERP), en medio de un candente proceso electoral.  
Dagoberto Gutiérrez, uno de los jefes guerrilleros durante el Conflicto armado salvadoreño y quien conoció a Lil Milagro, menciona que en los primeros años de la década de los 70, la prensa describía a Lil como una “guerrillera serena que se retiraba tranquila y disparaba segura”. A su compañera, un arma cuarenta y cinco de cacha plateada, Lil la llamaba de cariño “Santa Sofía de la Piedad”. Gutiérrez, la describe como "la jefa guerrillera, maestra del pensamiento e instructora de la paciencia, que amaba la poesía por encima de todo. La revolución fue siempre su sueño y desvelo y el socialismo su utopía más segura".
En 1975, Lil Milagro junto con Eduardo Sancho Castañeda (Ferman Cienfuegos) y otros compañeros de armas, deciden abandonar las filas del Ejército Revolucionario del Pueblo (ERP) y fundar un nuevo movimiento político-militar: La Resistencia Nacional (RN). La separación fue debido a pugnas ideológicas en el seno de la organización, y que se precipitaron a consecuencia de los asesinatos del poeta y revolucionario Roque Dalton y el obrero Armando Arteaga, ambos cometidos por la alta dirigencia del ERP. Durante un tiempo, Lil y Roque habían mantenido una relación amorosa que finalizaría abruptamente con la muerte del poeta salvadoreño.

## Su secuestro y muerte
Una madrugada de noviembre de 1976, Lil Milagro es capturada por miembros de la extinta Guardia Nacional (GN), durante una requisa a la casa en donde se encontraba, en San Antonio del Monte, Sonsonate. Junto con ella, es capturado también el profesor Manuel Rivera, miembro del consejo ejecutivo de la Asociación Nacional de Educadores Salvadoreños (ANDES 21 de junio), quien resultó con dos balazos de carabina. Por su parte, Lil Milagro, sufrió una ligera herida de bala en la cabeza, que la dejó inconsciente. Lil cayó al suelo, al lado de una cuneta y fue arrastrada por sus captores como si fuera un cadáver. Por eso los vecinos que presenciaron el hecho, al día siguiente declararon que una joven desconocida había muerto en el enfrentamiento. Después fue trasladada a la Policía de Aduana, en donde fue torturada sufriendo diferentes vejaciones, e incluso fue interrogada mediante la aplicación de pentotal (suero de la verdad). A finales de diciembre de 1976, Lil Milagro es trasladada a las cárceles clandestinas de la Guardia Nacional, en donde sería nuevamente  torturada. Ahí permanecería secuestrada, viviendo en condiciones infrahumanas, hasta que fue asesinada el 17 de octubre de 1979, dos días después de haber sido depuesto por un golpe de Estado, el presidente Carlos Humberto Romero, y sustituido por una Junta Revolucionaria de Gobierno. Sus restos nunca fueron entregados a sus familiares.

## Su legado
Diferentes organizaciones han tomado su nombre, como por ejemplo la Asociación de Mujeres por la Democracia "Lil Milagro Ramírez" y La Comisión de Derechos Humanos de las Mujeres "Lil Milagro Ramírez" (CEMUJER); entre otras.
Su amor por la literatura ha quedado plasmado en los diversos poemas que escribió, incluso algunos infantiles. Hay un poemario de ella publicado en el 2003 por el Departamento de Letras de la Universidad de El Salvador (UES), titulado Del Hombre, del tiempo y del amor. Actualmente, se está preparando un libro acerca de su vida y obra, el cual incluirá algunos documentos recuperados, como cartas de toda su militancia, correspondencia en la clandestinidad, fotografías; entre otras cosas.